# Aristolochia stuhlmannii
Aristolochia stuhlmannii là một loài thực vật có hoa trong họ Aristolochiaceae. Loài này được Engl. mô tả khoa học đầu tiên năm 1895.